# ОШ „Ђура Јакшић” Кикинда
Основна школа „Ђура Јакшић“ у Кикинди је основана 28. септембра 1950. године. Добила је име по великом српском песнику и сликару Ђури Јакшићу.

## Историјат
До 1950. године, школе у Кикинди нису имале имена, па је школа радила под бројем 3. Коначно, 28. септембра 1950. године, одлуком Градског народног одбора Кикинда основана је ОШ Ђура Јакшић. 
Настава се одвијала у неколико зграда, па је у извештају из школске 1957/58. забележено:
„Двадесет шест одељења ове школе распоређено је на следећи начин:
- Једно комбиновано одељење од ради у згради на Дерићу у једној учионици, а друга служи за фискултуру
- У згради са две учионице у III рејону раде два одељења првог и два одељења другог разреда
- У улици Змај Јовина, број 3 раде четири одељења разреда
- У згради четвртог рејона са 3 учионице раде по једно одељење првог, другог и трећег разреда
- У згради осмогодишње школе Јован Поповић такође раде 3 одељења
- У Мешовитој гиназији раде 3 одељења трећег и једно одељење другог разреда
- Остала одељења раде у 5 учионица у централној згради у улици Ђуре Јакшића, број 2.

Централна зграда располаже са:
- 5 учионица, од којих само две одговарају сврси,
- малом зборницом у којој се не могу одржавати седнице,
- канцеларијом директора,
- канцеларијом секретара,
- собом у којој су смештена наставна средства, а уједно служи и као кабинет где се повремено изводи настава и одржавају седнице,
- 3 мање собе у којима се налази кухиња за практичну обуку ученика, за млечну кухињу и школска радионица у којој се изводи настава ручног рада за оба пола.“

Коначно, 1967. године школа добија на коришћење зграду некадашњег Интерната Манастира Свете Тројице у улици Светозара Милетића број 16. Школа је добила и фискултурну салу, прву у Кикинди. До школске 1977/78. на Дерићу су радила истурена одељења. 1988. године изграђена је нова зграда са девет учионица, која са старим делом чини једну целину.

## Школа данас
Данас школа има 2500 м² затвореног и 1600 м² отвореног простора, као и 1160м² спортских терена. Поред ових просторија школа поседује и кухињу са трпезаријом, чајну кухињу, зборницу, канцеларије, етно собу, еко кутак и низ других пратећих објеката. У школи има 22 одељења. Настава се одвија у две смене, на српском језику, по принципу кабинетске наставе. Поседује библиотеку са више од 6000 књига, медијатеку и дигиталну учионицу. У школи ради и продужени боравак за ученике нижих разреда.

## Активности школе

### Ваннаставне активности
ОШ Ђура Јакшић у Кикинди, препознатљива је по ваннаставним активностима које се у њој реализују. 15. маја, традиционално се обележава Међународни дан породице. Сваке школске године, школа посвећује дан једној од страних земаља, када се кроз многобројне радионице представљају култура и традиција те земље. Неговање традиције сматра се обавезом у овој школи, па је неколико школских представа настало у циљу очувања народне традиције. Запослени у школи, заједно са ученицима и родитељима, уредили су Етно собу у школи, у којој се у одговарајућим приликама одржавају пригодни часови. Ученици школе учествују на многим расписаним конкурсима и такмичењима градског, покрајинског и рапубличког значаја.
- Дворишни улаз у школу
- Етно соба у школи
- ОШ „Ђура Јакшић“ Кикинда, фотографија са Поштанског торња
- Ученици првог разреда, 1969. године

### Школски часопис
У оквиру информатичке секције, ученици уређују часопис Ђурђевак. Часопис је у штампаном облику излазио деведестих година прошлог века, а од школске 2012/2013. излази у електронском облику, под истим називом.

### Језици који се уче у школи
Енглески језик учи се као први страни језик, док се од петог разреда, као други страни језик уче италијански и немачки језик. Ученици ове школе кроз изборне предмете имају прилику да уче и мађарски и ромски језик.